# Seznam estonskih atletov
Seznam estonskih atletov.

## I
- Märt Israel

## K
- Gerd Kanter
- Magnus Kirt
- Hando Kruuv
- Martin Kupper

## L
- Tanel Laanmäe
- Heino Lipp

## M
- Maris Mägi

## N
- Marek Niit
- Erki Nool

## O
- Anna Maria Orel

## R
- Andres Raja

## S
- Jane Salumäe
- Karl Robert Saluri

## Š
- Grete Šadeiko
- Grit Šadeiko

## T
- Aleksander Tammert
- Jüri Tarmak

## U
- Maicel Uibo

## V
- Andrus Värnik